# Аскіно (Архангельський район)
А́скіно (рос. Аскино, башк. Асҡын) — присілок у складі Архангельського району Башкортостану, Росія. Входить до складу Арх-Латиської сільської ради.
Населення — 2 особи (2010; 7 в 2002).
Національний склад:
- башкири — 100 %